# Кураєв Андрій Вадимович
Андрі́й Вади́мович Кура́єв (нар. 19 грудня 1972, Донецьк, УРСР) — колишній український футболіст, воротар.

## Кар'єра
Вихованець донецького «Шахтаря». Перші тренери — М. Я. Дегтярьов, І. П. Бобошко та В. А. Савельєв. У 1989 році виступав за дубль донецького «Шахтаря», у складі якого пропустив 2 м'ячі. У 1991—1992 роках виступав за аматорський «Антрацит» (Кіровське).
З 1992 по 1994 рік виступав за донецький «Шахтар», зіграв 9 матчів, у яких пропустив 9 м'ячів, у Вищій лізі, 3 зустрічі (голів не пропускав) провів у Кубку України і в 1994 році у складі команди «Металург» із Костянтинівки в 19 іграх пропустив 25 м'ячів у Другій лізі. За цей час у складі «Шахтаря» ставав віце-чемпіоном України (1993/94) і півфіналістом Кубка (1992).
Улітку 1994 року перейшов у тернопільську «Ниву», де грав потім до 1997 року, провівши за цей час 82 матчі, у яких пропустив 89 голів, у чемпіонаті й 8 зустрічей, у яких пропустив 5 м'ячів, у Кубку України.
Улітку 1997 року поповнив ряди донецького «Металурга», зіграв 6 зустрічей (пропустив 6 голів) у чемпіонаті й 1 (пропустив 3 м'ячі) в Кубку, де його команда дійшла до півфіналу. Крім того, з 1997 по 1998 рік виступав за «Металург-2», у 8 іграх пропустив 7 голів. У липні 1998 року повернувся в «Шахтар», де і провів решту сезону 1998/99, зігравши 10 матчів (пропустив 9 м'ячів) у чемпіонаті, 5 зустрічей (пропустив 7 голів) у Кубку України і 9 поєдинків (пропустив 7 м'ячів) за «Шахтар-2». У цьому сезоні знову став віце-чемпіоном і півфіналістом Кубка України у складі «Шахтаря».
З 1999 по 2001 рік знову виступав за донецький «Металург», у 50 іграх чемпіонату пропустив 54 голи. На початку 2002 року перейшов на правах оренди до «Кубані», у 13 матчах першості пропустив 13 м'ячів, і ще 1 зустріч зіграв у Кубку Росії.
У липні 2002 року поповнив ряди «Ворскли», у складі якої провів 8 матчів і пропустив 15 м'ячів (8 із них в одній грі з київським «Динамо») у чемпіонаті, і ще 3 голи пропустив у 2 зустрічах Кубку України. У 2003 році перебував у складі «Кривбаса», однак не провів жодного матчу, лише 1 раз потрапивши в заявку команди на гру як запасний.
У 2004 році виступав за луганську «Зорю», у 33 іграх першості пропустив 21 м'яч, і ще 1 гол пропустив у кубковому матчі. На початку 2005 року перейшов у донецький «Олімпік» із Другої ліги, провів 5 зустрічей, у яких пропустив 10 м'ячів.
У другій половині 2005 року повернувся у «Кривбас», у складі якого цього разу зіграв 1 матч у чемпіонаті, у якому пропустив 2 голи, 1 зустріч провів у Кубку, де пропустив 3 м'ячі, і взяв участь у 2 іграх турніру дублерів УПЛ.

## Досягнення
- Вища ліга чемпіонату Україну
  -  Срібний призер (3): 1993/94, 1998/99

- Кубок України
  - 1/2 фіналу (3): 1992, 1997/98, 1998/99

## Після завершення кар'єри
Після завершення кар'єри професіонального гравця продовжив виступати на аматорському рівні, у 2008 році зіграв 1 матч (пропустив 1 гол) за команду «Донбас-Крим» у Кубку ААФУ.